# مایکل فاریس (وکیل)
مایکل فاریس (انگلیسی: Michael Farris؛ زادهٔ ۲۷ اوت ۱۹۵۱) سیاست‌مدار اهل ایالات متحده آمریکا است.